# Dolno Dupeni
Dolno Dupeni (em macedônio/macedónio:  Долно Дупени) é uma vila localizada no município de Resen na República da Macedônia. Situado no Lago Prespa, sua praia faz fronteira com a Grécia.

## Demografia
Dolno Dupeni possui 235 habitantes de acordo com o censo de 2002. Os macedônios são  historicamente, 96% da população da vila.
| Grupo étnico | 1961   | 1961 | 1971   | 1971 | 1981   | 1981 | 1991   | 1991 | 1994   | 1994 | 2002   | 2002 |
| Grupo étnico | Número | %    | Número | %    | Número | %    | Número | %    | Número | %    | Número | %    |
| ------------ | ------ | ---- | ------ | ---- | ------ | ---- | ------ | ---- | ------ | ---- | ------ | ---- |
| Macedônios   | 617    | 98.9 | 433    | 99.8 | 543    | 96.5 | 391    | 99.0 | 258    | 99.2 | 234    | 99.6 |
| Sérvios      | 4      | 0.6  | 1      | 0.2  | 2      | 0.4  | 2      | 0.5  | 0      | 0.0  | 0      | 0.0  |
| outros       | 3      | 0.5  | 0      | 0.0  | 18     | 3.2  | 2      | 0.5  | 2      | 0.8  | 1      | 0.4  |
| Total        | 624    | 624  | 434    | 434  | 563    | 563  | 395    | 395  | 260    | 260  | 235    | 235  |

## Pessoas de Dolno Dupeni
- Dragi Mitrevski (1959 - ), arqueologista[3]
- Vlado Popovski (1941 - ), político e catedrático[4]